# Diplodactylus fulleri
Diplodactylus fulleri är en ödleart som beskrevs av  Storr 1978. Diplodactylus fulleri ingår i släktet Diplodactylus och familjen geckoödlor. Inga underarter finns listade i Catalogue of Life.